# 近畿大学医学部堺病院
近畿大学医学部堺病院（きんきだいがくいがくぶさかいびょういん）は，大阪府堺市南区にあった大学病院。病院の基本理念は，「患者本位の良質で安全な医療を提供する」。1999年に国立泉北病院を引き継ぎ開業し，医療を提供し続けてきたが，2018年（平成16年）4月1日より堺病院の事業を社会医療法人啓仁会に承継させることが発表された。2018年3月31日をもって堺病院は閉院となった。
同年4月1日からは啓仁会が運営する堺咲花病院となり，診療が行われている。病床数はそのまま譲渡されたが、診療科や医師数は減少し、南区における急性期医療体制のぜい弱化が問題になっている。

## 沿革
- 1999年（平成11年）3月1日 - 国立泉北病院を引き継ぎ開業。
- 2003年（平成15年）12月1日 - 病理解剖室を設置。
- 2004年（平成16年）1月7日 - 無菌病室（クリーンルーム）を設置。
- 2018年（平成30年）3月10日 - 社会医療法人啓仁会が2018年4月1日より近畿大学医学部堺病院の事業を承継することを発表。
- 2018年（平成30年）3月31日 - 2018年3月31日をもって閉院。
- 2018年（平成30年）4月1日 - 社会医療法人啓仁会が当病院の事業を引き継ぎ，堺咲花病院として診療を開始。

## 診療科
出典
- 内科
- 循環器内科
- 糖尿病・内分泌内科
- 消化器内科
- 血液内科
- 脳神経内科
- 腫瘍内科
- 呼吸器内科
- 感染症内科
- 腎臓内科
- 精神科
- 小児科
- 外科
- 消化器外科
- 小児外科
- 脳神経外科
- 心臓血管外科
- 整形外科
- 皮膚科
- 泌尿器科
- 眼科
- 耳鼻咽喉・頭頸部外科
- 産婦人科
- 放射線診断科
- 放射線治療科
- 麻酔科
- 形成外科
- リハビリテーション科
- 救急科
- 緩和ケア内科
- 漢方内科
- 歯科
- 矯正歯科
- 歯科口腔外科
- 病理診断科

## 医療機関の指定等
出典
| 特定機能病院                           | 臨床研修指定病院                         |
| 地域がん診療連携拠点病院               | 肝疾患診療連携拠点病院                   |
| エイズ拠点病院                         | 災害拠点病院                             |
| 地域周産期母子医療センター             | 三次救急医療機関                         |
| 労働者災害補償保険法による指定医療機関 | 地方公務員災害補償法による指定医療機関   |
| 生活保護法による指定医療機関           | 原子爆弾被爆者援護法による指定医療機関   |
| 戦傷病者特別援護法による指定医療機関   | 障害者自立支援法による指定医療機関       |
| 母子保健法による指定養育医療機関       | 感染症法による結核指定医療機関           |
| 特定疾患治療研究事業委託医療機関       | 小児慢性特定疾患治療研究事業委託医療機関 |